# Grottenthal
Grottenthal ist ein Ortsteil des Marktes Neukirchen-Balbini im Landkreis Schwandorf des Regierungsbezirks Oberpfalz im Freistaat Bayern.

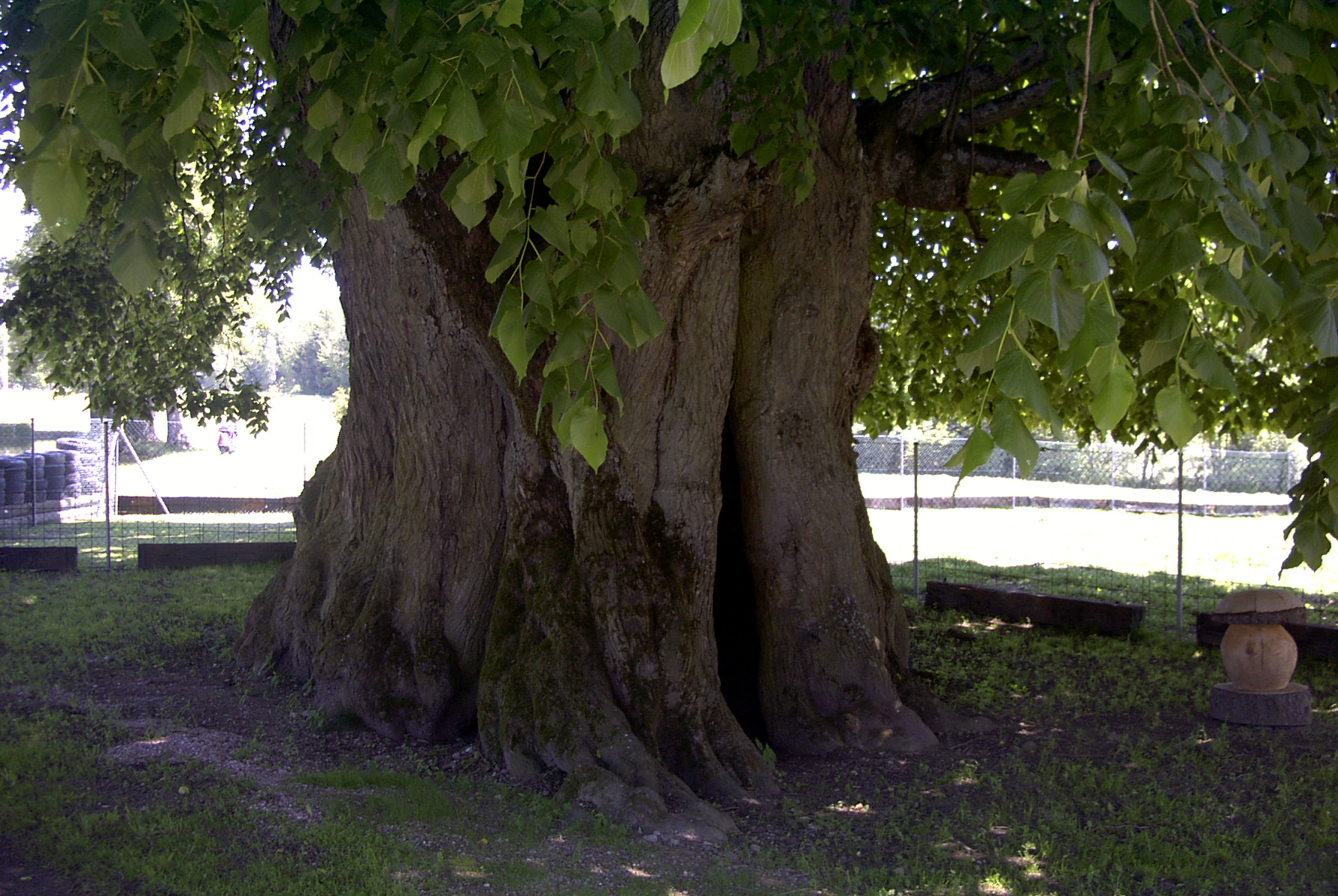
1000-jährige Linde in Grottenthal

## Geografie
Grottenthal liegt 1,5 Kilometer südöstlich von Neukirchen-Balbini und von der Staatsstraße 2150. Nördlich von Grottenthal erhebt sich der 548 Meter hohe Dehnberg, südwestlich der 531 Meter hohe Gallenberg und südöstlich der 525 Meter hohe Kühbühl. Zwischen diesen Höhen liegt Grottenthal in einem Hochtal mit einigen Weihern. Das Hochtal entwässert nach Süden über einen unbenannten Bach.

## Geschichte
Grottenthal (auch: Cretental, Chrotental, Krothenthall, Krotenthal, Krottenthal, Crothenthall, Krottenthall) gehört zu den Bamberger Gründungen aus dem ersten Drittel des 12. Jahrhunderts. Es wurde in der Ausstattungsurkunde von 1138 erstmals schriftlich erwähnt.
Heinrich II. stattete 1007 das Erzbistum Bamberg mit seinem Allodialgut Nittenau aus. 1110 gründete Bischof Otto von Bamberg das Kloster Prüfening. Diesem übergab er Orte in der Umgebung von Nittenau und in der Umgebung von Neukirchen-Balbini. Diese Orte unterstanden zunächst den Ämtern Nittenau und Wetterfeld. Später wurden sie Bestandteil des kurpfälzischen Landrichteramtes Neunburg vorm Wald. In der Ausstattungsurkunde von 1138 wurden folgende Orte genannt: Enzenried, Goppoltsried, Grottenthal, Lengfeld, Meigelsried, Neukirchen-Balbini, Thanried, Stocksried (Unter-, Oberstocksried) und Wirnetsried.
Im Salbuch von 1499 wurde Grottenthal mit einem Zins in Höhe von einer Fastnachthenne erwähnt.
Neunburg wurde zu Beginn des 16. Jahrhunderts in ein Inneres und ein Äußeres Gericht unterteilt. Das Innere Gericht umfasste den Ostteil des Gebietes und das Äußere Gericht den Westteil. Die Grenze zwischen Innerem und Äußerem Gericht verlief von Norden nach Süden: Die Ortschaften Oberauerbach, Fuhrn und Taxöldern gehörten zum Äußeren Amt, während Grasdorf, Luigendorf und Pingarten zum Inneren Amt gehörten.
Grottenthal gehörte zum Inneren Amt. Laut Musterungsregister hatte es 1572 eine Mannschaft. Es hatte laut Amtsverzeichnis von 1622 einen Hof und eine Sölde. Das Steuerbuch von 1631 führte für Grottenthal auf: 1 Hof, 2 Pferde, 14 Rinder, 95 Schafe, 3 Bienenstöcke. Die Steuer betrug 5 Gulden 6½ Kreuzer. 1661, nach dem Dreißigjährigen Krieg, hatte Grottenthal 1 Pferd, 11 Rinder, 2 Schweine, 2 Schafe, 1 Bienenstock. Die Steuer betrug 3 Gulden 6¾ Kreuzer. Im Amtsverzeichnis von 1667 wurde der Hof in Grottenthal als reichenbachisches Lehen aufgeführt. 1762 wurde Grottenthal mit 1 Anwesen verzeichnet, 1783 als Einöde und 1785 mit Naturalzins von 1 Person. 1808 hatte Grottenthal 1 Anwesen, der Eigentümer hieß Graf.
1808 wurde die Verordnung über das allgemeine Steuerprovisorium erlassen. Mit ihr wurde das Steuerwesen in Bayern neu geordnet und es wurden Steuerdistrikte gebildet. Dabei kam Grottenthal zum Steuerdistrikt Enzenried. Der Steuerdistrikt Enzenried bestand aus den Ortschaften Dehnhof mit 1 Anwesen, Enzenried mit 9 Anwesen, Goppoltsried mit 7 Anwesen, Grottenthal mit 1 Anwesen, Hansenried mit 13 Anwesen, Hippoltsried mit 3 Anwesen, Oed bei Goppoltsried (Oedhof) mit 2 Anwesen, Rodlseign mit 1 Anwesen, Weihermühle mit 1 Anwesen, Wirnetsried mit 1 Anwesen, Ziegenmühle mit 2 Anwesen.
1820 wurden im Landgericht Neunburg vorm Wald Ruralgemeinden gebildet. Dabei wurde Boden Ruralgemeinde. Zur Ruralgemeinde Boden gehörten die Dörfer Boden mit 10 Familien, Goppoltsried mit 6 Familien, die Weiler Etzmannsried mit 2 Familien, Hippoltsried mit 3 Familien, Oed mit 2 Familien und die Einöden Rodlseign mit 1 Familie, Stadlhof mit 1 Familie und Wirnetsried mit 1 Familie. Ab 1861 wurde Grottenthal als Teil der Gemeinde Boden aufgeführt.
Im Zuge der Gebietsreform in Bayern wurde 1972 die Gemeinde Boden aufgelöst und nach Neukirchen-Balbini eingemeindet.
Grottenthal gehört zur Pfarrei Neukirchen-Balbini. 1997 hatte Grottenthal 7 Katholiken.

## Einwohnerentwicklung ab 1809
| Jahr | Einwohner | Gebäude |
| ---- | --------- | ------- |
| 1809 | 9         | k. A.   |
| 1838 | 7         | 1       |
| 1861 | 13        | 6       |
| 1871 | 8         | 8       |
| 1885 | 9         | 1       |
| 1900 | 10        | 1       |

| Jahr | Einwohner | Gebäude |
| ---- | --------- | ------- |
| 1913 | 8         | 1       |
| 1925 | 8         | 1       |
| 1950 | 11        | 1       |
| 1961 | 7         | 1       |
| 1970 | 9         | k. A.   |
| 1987 | 7         | 2       |
| 2011 | 7         | k. A.   |

## Sehenswürdigkeiten
In Grottenthal stehen eine 1000-jährige und eine 500-jährige Linde, die als Naturdenkmale Nummer 155 und 156 ausgezeichnet sind.